# Costruzione di Wythoff
In geometria, la costruzione di Wythoff, spesso indicata anche come costruzione caleidoscopica di Wythoff, così chiamata in riferimento al matematico Willem Abraham Wythoff, è un metodo per costruire poliedri uniformi o tassellature del piano.

## Processo di costruzione

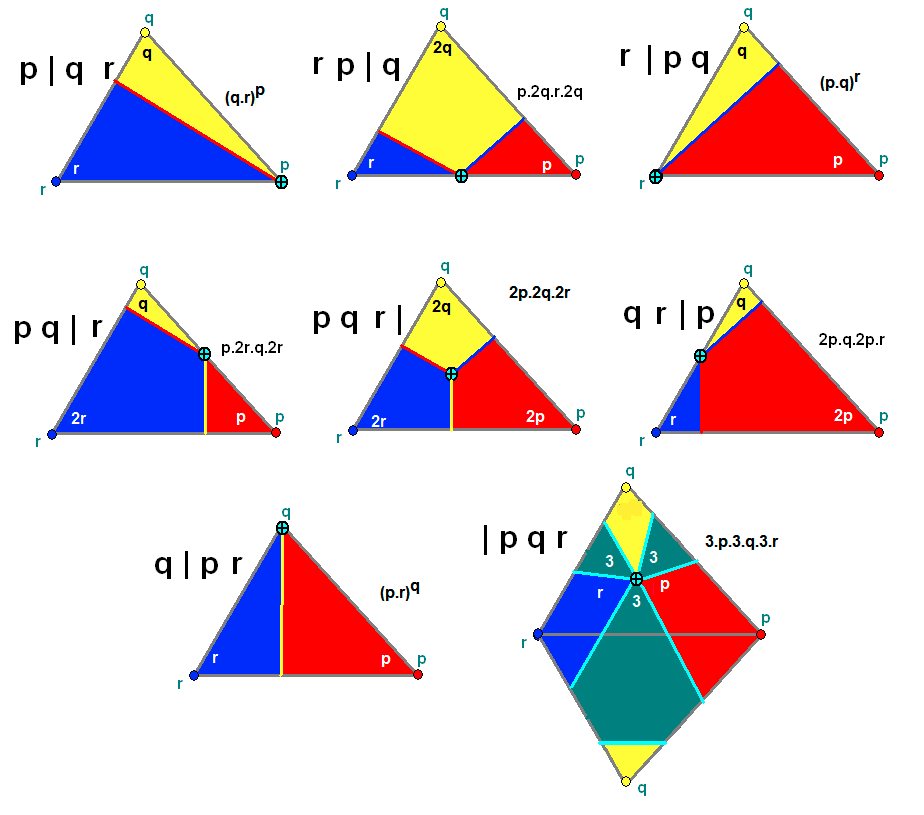
Le diverse posizioni del punto generatore in una costruzione di Wythoff, indicato come ꚛ, all'interno del triangolo sferico circoscritto dai tre specchi.

Il metodo di Wythoff è basato sull'idea di tassellare una sfera utilizzando triangoli sferici, in particolare triangoli di Schwarz. Questa costruzione immagina la disposizione di tre specchi ai bordi di un tale triangolo, proprio come in un caleidoscopio, tuttavia, a differenza di quanto accade in quest'ultimo, gli specchi non sono paralleli ma gli assi ad essi perpendicolari si intersecano in un singolo punto. Essi delimitano quindi un triangolo sferico, sulla superficie di qualsiasi sfera, centrato in quel punto e riflessioni ripetute riproducono una moltitudine di copie di tale triangolo. Se gli angoli del triangolo sferico sono stati scelti in modo appropriato, i triangoli tasselleranno perfettamente la superficie sferica, una o più volte, dove con "più volte" si intende il fatto che le riflessioni tasselleranno la superficie sferica con un certo numero di configurazioni prima di ripetere la prima configurazione. Il numero di volte in cui la superficie sferica viene ricoperta con tassellature diverse è detta densità della tassellatura.
Ponendo un punto in una posizione opportuna all'interno del triangolo sferico delimitato dagli specchi, è possibile creare riflessioni di quel punto tali da costituire i vertici di un poliedro uniforme. Dato un triangolo sferico PQR, si hanno in particolare quattro situazioni in cui è possibile generare un poliedro uniforme:
1. Il punto è situato in corrispondenza di uno dei vertici del triangolo. Considerando il punto posto in corrispondenza del vertice P, ciò produce un poliedro che, usando la notazione di Wythoff, è rappresentabile come p|q r, dove il valore di p, q e r è pari a π diviso rispettivamente per l'angolo interno del triangolo al vertice P, Q e R.
2. Il punto è situato lungo uno dei lati del triangolo, così che il segmento che unisce il punto al vertice opposto sia la bisettrice dell'angolo al vertice opposto. Considerando il punto posizione sul lato PQ, e quindi di fronte al vertice R, ciò produce un poliedro che in notazione di Wythoff è rappresentato come p q|r.
3. Il punto è situato nell'incentro del triangolo PQR. Ciò genera un poliedro che in notazione di Wythoff è rappresentato come a b c|.
4. Il punto è situato in una posizione tale che, quando viene ruotato attorno a uno qualsiasi degli angoli del triangolo di due volte l'angolo in quel punto, esso viene spostato della stessa distanza per ogni angolo, distanza che sarà pari alla lunghezza dello spigolo del poliedro. Il poliedro, generato usando solo le riflessioni pari del vertice originale, in notazione di Wythoff è rappresentato come |p q r.[3]

Utilizzando queste quattro opzioni con tutte le possibili tassellature triangolari della sfera, si possono costruire 79 degli 80 poliedri uniformi esistenti, dove il conto di 80 include i 5 solidi platonici, i 13 solidi archimedei, i 4 poliedri di Keplero-Poinsot e 53 poliedri stellati uniformi (5 quasiregolari e 48 semiregolari) più un singolo rappresentante per ognuna della cinque classi infinite di prismi e antiprismi. Come descritto da Har’El, l'unico di questi 80 a non poter essere realizzato con la costruzione di Wythoff, e che per questo è considerato un poliedro uniforme non-wythoffiano è il grande dirombicosidodecaedro.
Il processo in generale si applica anche ai politopi regolari di dimensioni superiori, compresi i policori (o 4-politopi) uniformi.

## Costruzioni non-wythoffiane
I politopi uniformi che non possono essere creati attraverso la costruzione di Wythoff sono chiamati non-wythoffiani. Generalmente essi possono essere ricavati o dal parziale troncamento di politopi wythoffiani, ossia attraverso l'eliminazione di vertici alternati, o attraverso l'inserimento di strati alternati di figure parziali. Talvolta le forme camuse sono considerate wythoffiane anche se esse possono essere costruite solamente attraverso il parziale troncamento di forme omnitroncate.